# Poortgebouw (Utrecht)
Het Poortgebouw is een multifunctionele toren in het centrum van de Nederlandse stad Utrecht. De bouw liep van 2014 tot 2017 en maakte deel uit van de vernieuwing van winkelcentrum Hoog Catharijne in het kader van CU2030. Het gebouw sluit aan op de Stadskamer en de traverse Catharijneknoop en ligt boven de Catharijnesingel. De noordelijke boeg van het gebouw is schuin ontworpen.
Het Poortgebouw is ontworpen door Stir Architecture. De aannemer was BAM Utiliteitsbouw.
Op de begane grond bevindt zich voornamelijk horeca. Op de eerste etage bevinden zich voornamelijk winkels die op de tweede etage een extra etage in gebruik hebben als winkelruimte, opslagruimte of personeelsverblijf. Op een hogere verdieping kwam in 2019 een hotel van de keten Hampton by Hilton in gebruik en een Crowne Plaza-hotel werd in de zomer van 2020 geopend.

## Afbeeldingen

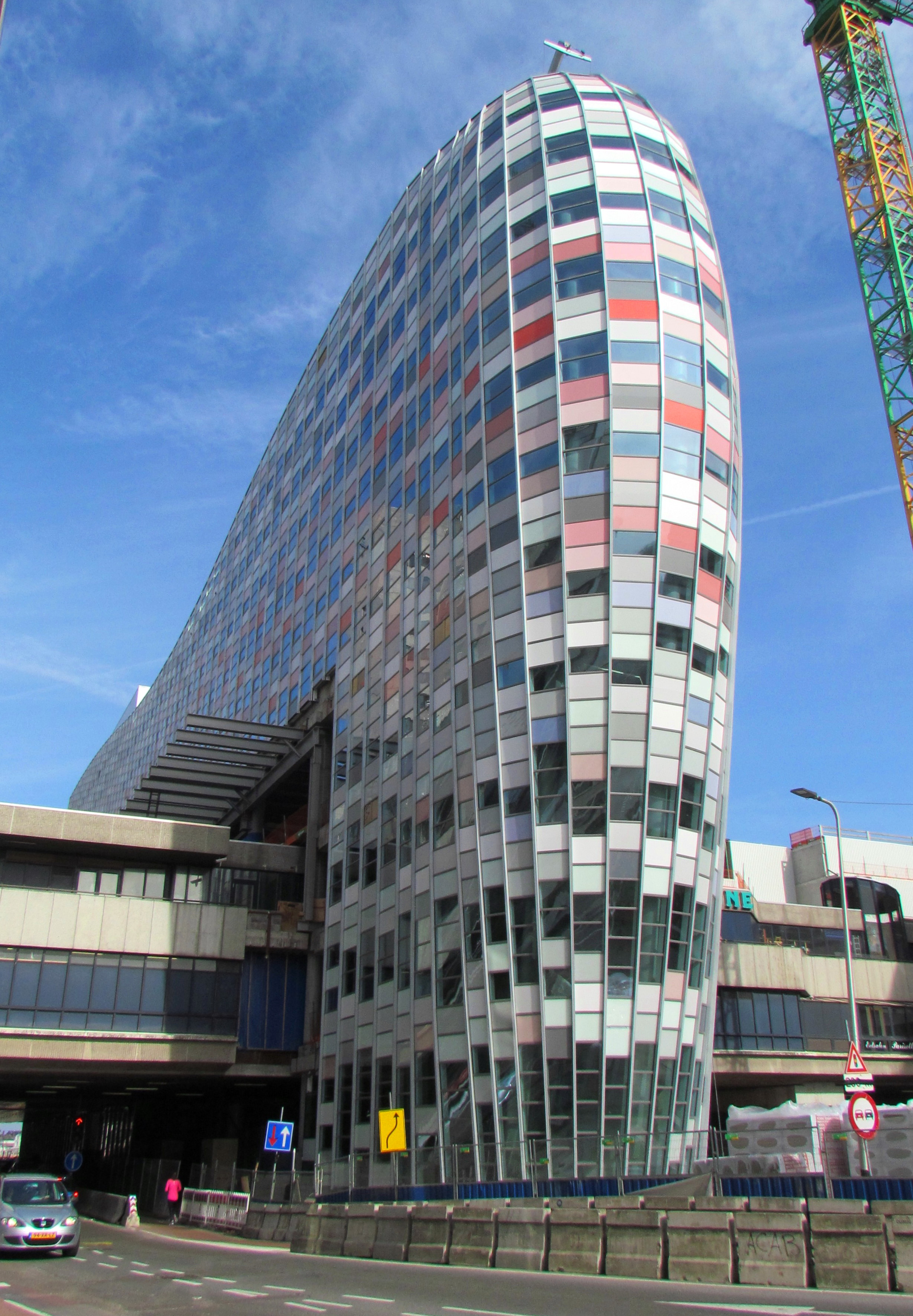
Het Poortgebouw in maart 2017 dat om de toenmalige Radboudtraverse heen was gebouwd.
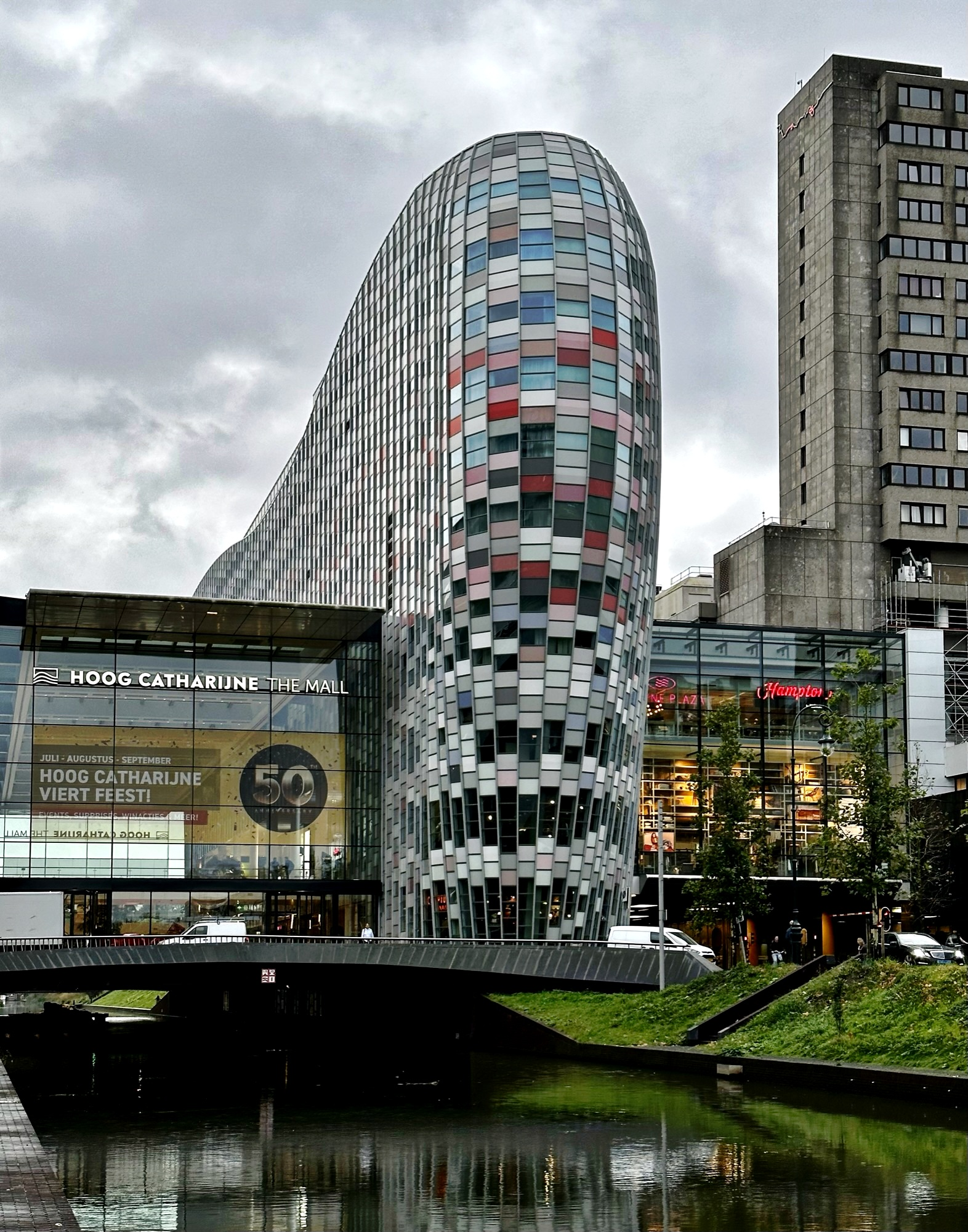
Het gebouw in 2023